# Jasin Khayat
Jasin Khayat, född 14 januari 1993, är en dansk fotbollsspelare.

## Karriär
I augusti 2018 värvades Khayat av Norrby IF, där han skrev på ett halvårskontrakt. Khayat gjorde sin Superettan-debut den 20 augusti 2016 i en 2–1-förlust mot Degerfors IF. I januari 2019 förlängde han sitt kontrakt med två år.
Den 21 november 2019 värvades Khayat av Mjällby AIF, där han skrev på ett tvåårskontrakt. Efter säsongen 2021 lämnade Khayat klubben.